# 통가 왕궁

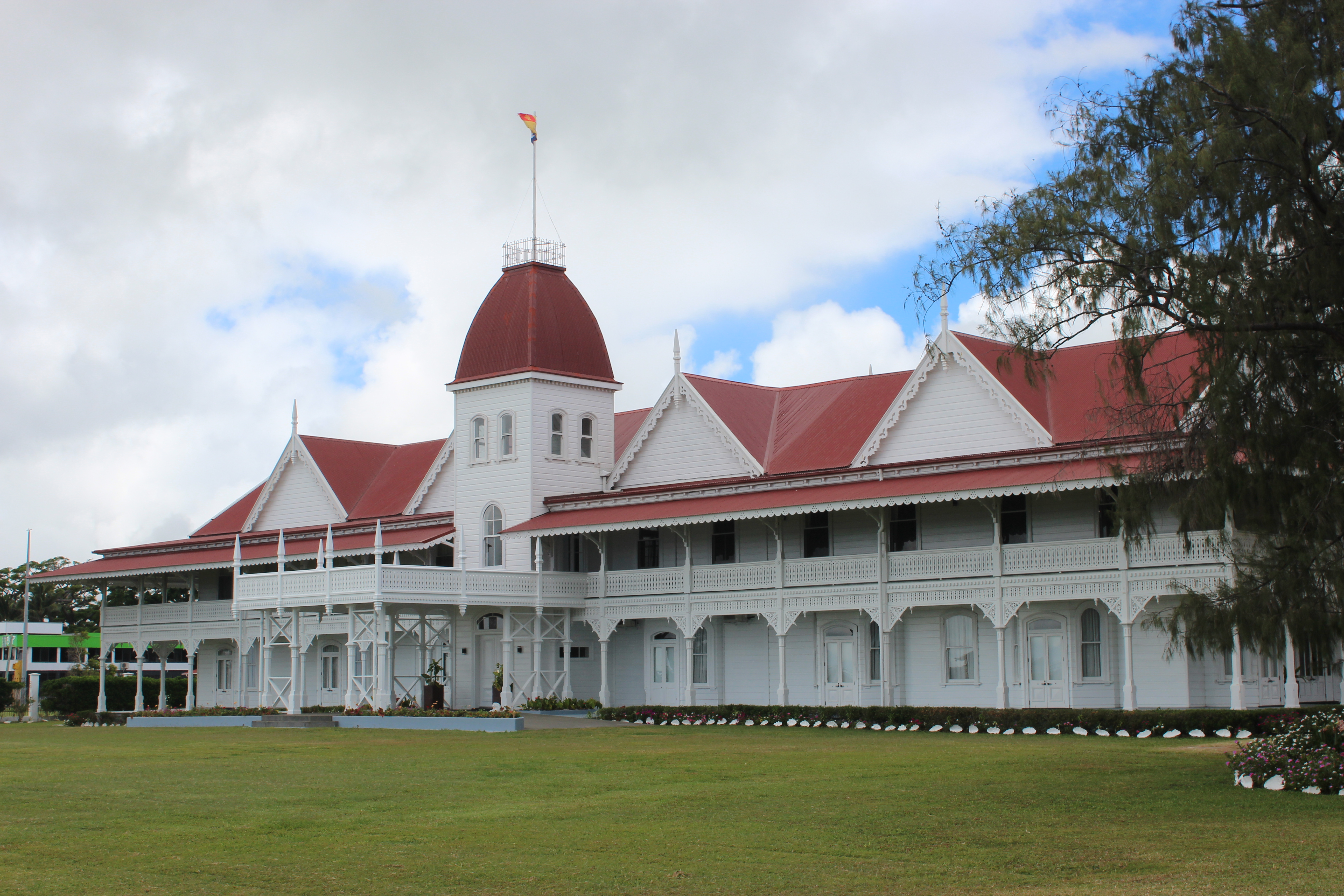

통가 왕궁 또는 통가 황궁(Royal Palace, Tonga)은 태평양 주변 누쿠알로파 수도 북서부에 위치한 황궁이다. 나무로된 이 궁전은 1867년 건립되었으며 통가왕의 공식 거처이다. 이 궁전은 일반에 공개되지 않으며 물가로부터 쉽게 보이는 곳에 위치해 있다.